# NGC 5496
NGC 5496 (również PGC 50676 lub UGC 9079) – galaktyka spiralna z poprzeczką (SBcd), znajdująca się w gwiazdozbiorze Panny. Odkrył ją Edward Singleton Holden 23 kwietnia 1881 roku.